# 沈通明
沈通明（？—17世紀），字克赤，直隸淮安衛人，明朝、南明軍事人物。

## 生平
沈通明是萬曆四十四年（1616年）的武進士，以武力聞名。他曾和盜寇戰鬥，盜寇射中他的腹部，他立刻拔走弓箭，撕破衣服包裹傷口，追趕並殺死射中他的人，於是軍隊都感歎他的豪邁；之後累積功勳至都督同知總兵。史可法在揚州督師，他就命令守備程大猷守住白洋河；揚州失陷後回家，田仰入浙江時，他交託妻子給田仰。清朝懸賞緝拿沈通明，十多人前來追捕，他牽騎手持弓箭出來，大叫：「你們也知道沈將軍啊！」拉弓射中追捕人，其餘的都因此卻步，他藉此疾馳逃脫。後來他在蘇州租屋居住，占卜為生；很快在鄧州出家，事情解圍後才出來。

## 引用
1. 1 2  錢海岳《南明史·卷三十九·列傳第十五》：沈通明，字克赤，淮安衛人。萬曆四十四年武進士，以武力聞。嘗與寇戰，寇射之洞腹，通明急拔矢裂其裳，裹創往逐射者，立殺其人而還，繇是一軍壯之。積功至都督同知總兵。
2. ↑  錢海岳《南明史·卷三十九·列傳第十五》：史可法督師揚州，命守備程大猷守白洋河。揚州陷，家居，田仰入浙，以妻子託之。清購之急，捕者十餘及門，通明牽騎手持弓矢以出，大呼曰：「若輩亦知沈將軍耶！」遂注矢擬捕者，皆逡巡引卻，疾馳得脫。僦居蘇州，賣卜維生。尋為僧鄧州，久之，事解得出。